# Гешова къща
Гешовата къща (на гръцки: Οικία Γέσιου) е къща в град Воден, Гърция.
Къщата е разположена на улица „Димократия“ № 9, западно от Вароша, до парка с паметника на гърците бежанци. Собственост е на семейство Гесиос. Изградена е в междувоенния период и е представител на модерното движение в архитектурата. В 2007 година къщата е обявена за паметник на културата.